# Smithsonian Magazine
Das Smithsonian Magazine ist eine offizielle Zeitschrift mit einem Themenschwerpunkt auf Forschung und Bildung, die von Smithsonian Institution in Washington, D.C. herausgegeben wird. Die erste Ausgabe wurde im Jahr 1970 veröffentlicht.

## Geschichte
Edward K. Thompson, ein pensionierter Autor der Zeitschrift LIFE, wurde von S. Dillon Ripley, einem ehemaligen Leiter des Smithsonian Institutes, gefragt, ein Magazin zu produzieren, das Themen behandelt, die "das Smithsonian [Institute] interessieren, an denen Interesse bestehen könnte und an denen Interesse bestehen sollte."
Thomson erinnerte später daran, dass seine Philosophie für die Zeitschrift war „für Neugier bereits empfänglichen Gemüter zu rühren. Es würde sich mit der Geschichte befassen, die für die Gegenwart von Bedeutung ist. Es würde Technik in den reichsten Facetten präsentieren [...] Es würde in die Zukunft durch Berichterstattung des gesellschaftlichen Fortschritts und der Wissenschaft und Technik hervorschauen. Technische Fragen würden [...] durch erfahrene Autoren verständlich gemacht werden.“
Im Jahr 1973 machte das Magazin zum ersten Mal Gewinn. Bis 1974 hatte sich die Auflage fast vervierfacht und lag bei 635.000 Exemplaren und erreichte 1975 eine Auflage von einer Million.
1980 wurde Thompson durch Don Moser, auch einen ehemaligen Life Journalisten ersetzt. Unter diesen wurde eine Auflage von 2 Millionen erreicht. Er wurde nach seiner Pensionierung im Jahr 2001 wiederum von Carey Winfrey ersetzt.

## Mitwirkende
Bemerkenswerte vergangene und gegenwärtige Beiträge zum Smithsonian Magazine leisteten:
- Jon Krakauer
- Paul Levinson
- Alan Lightman
- David McCullough
- Nathaniel Philbrick